# Кейден
Кейден (каз. Кейден, 2004 г. — Бирлестик) — село в Жанакорганском районе Кызылординской области Казахстана. Административный центр Кейденского сельского округа. Код КАТО — 434043100.

## Население
В 1999 году население села составляло 866 человек (441 мужчина и 425 женщин). По данным переписи 2009 года, в селе проживало 860 человек (437 мужчин и 423 женщины).